# آدم الشرقاوي
آدم الشرقاوي (23 يوليو 1994 - ) ممثل أمريكي - مصري. اشتهر بتأديته دور زياد أو بيغ زي في لعبة نيوتن. شارك في عدد من الأفلام والمسلسلات في هوليود.

## النشأة
ولد آدم الشرقاوي في 23 يوليو 1994 في جمهورية مصر لأبوين مصريين، واسمه الحقيقي هو محمود خالد الشرقاوي. نشأ آدم في أسرة مصريه من الطبقة المتوسطة تعود أصولها إلى بلدة منية المرشد في محافظة كفر الشيخ. والده خالد الشرقاوي (1964 - ) دكتور في القانون الجنائي، وتتألف أسرة آدم من ثلاثة إخوة و هو الأوسط بينهم.
غادر آدم وهو طفل مصر مع والداه إلى كاليفورنيا، الولايات المتحدة. اسم آدم هو محمود إلا أنه أطلق عليه اسم آدم في مدرسة جون روبرت للتمثيل التي كان يتعلم فيها حينما كان في العاشرة من عمره. وفي سن الثامنة عشر قرر اختصار اسمه الأخير لـ الشار، ليصبح آدم الشار". عرف آدم بتفوقه الدراسي منذ طفولته، ففي الابتدائية حصل على شهادة تفوق موقعة من الرئيس الأمريكي جورج بوش الابن.
في 2012، تخرج آدم من مدرسة سافانا الثانوية في مدينة آناهايم بكاليفورنيا. بدأ آدم على الفور بعد تخرجه، بالالتحاق بورش التمثيل المختلفة، واستمر ذلك لمدة عامين. وكان من أبرز الورش التي التحق بها، هي ورشة مدربة التمثيل الشهيرة لورين باتريس نادلر والتي اشتهرت بتدريب الكثير من نجوم هوليود الشباب. في عام 2018، قرر آدم أن يخطو بشكل جدي في عالم التمثيل، فكانت أولى مشاركاته بفيلم قصير مستقل. بعد مشاركته السابقة، انطلق آدم للمشاركة بأدوار متنوعة في أعمال سينمائية مختلفة.

## أعماله
- لعبة نيوتن بدور زياد (بيج زي) 2021.
- منعطف خطر 2022.
- مسلسل مجنونه بيك (علي) 2022.
- 5 جولات فيلم 2023.

## وصلات خارجية
- آدم الشرقاوي في قاعدة بيانات الأفلام على الإنترنت
- آدم الشرقاوي على إنستغرام